# 永安乡 (松桃县)
永安乡，是中华人民共和国贵州省铜仁市松桃苗族自治县下辖的一个乡镇级行政单位。

## 行政区划
永安乡下辖以下地区：
永安村、沙堡村、鸣珂村、潦木村、木盆村、落星董村、茶园沟村、团保村、五官村、地茶村和三岔溪村。